# Adrada de Pirón
Adrada de Pirón – gmina w Hiszpanii, w prowincji Segowia, w Kastylii i León, o powierzchni 10,72 km². W 2011 roku gmina liczyła 45 mieszkańców.